# Alto Comisionado de Terranova en el Reino Unido
El Alto Comisionado de Terranova en el Reino Unido era el máximo representante diplomático del Dominio de Terranova en el Reino Unido de Gran Bretaña e Irlanda (Después de 1922, en el Reino Unido de Gran Bretaña e Irlanda del Norte), estando encargado de la dirección de la misión diplomática de Terranova en el Reino Unido. 

## Historia
Aunque a Terranova se le concedió el carácter de Dominio Británico en 1907, no fue sino hasta el 22 de noviembre de 1918 que su Alta Comisión se estableció en Londres, con el nombramiento de Sir Edgar Rennie Bowring, quien asumió el cargo por su propia cuenta, sin haber sido nombrado por el Gobierno Terranovés. La Alta Comisión fue abolida en 1934, cuando el Gobierno Británico suspendió el estatus de Dominio que tenía Terranova, como consecuencia de su colapso social, político y económico, y se estableció un Gobierno directo desde Londres con la comisión de gobierno.
Gran Bretaña no comenzó a enviar Altos Enviados a sus dominio hasta después de la Declaración Balfour de 1926, cuando se estableció que los Gobernadores Generales ya no representarían al Gobierno Británico. Si bien Gran Bretaña comenzó a nombrar altos comisionados en Canadá en 1928, Sudáfrica en 1930, Australia en 1936 y Nueva Zelanda en 1939, no se llegó a enviar a ningún Alto Comisionado a Terranova debido al establecimiento de la Comisión de Gobierno en 1934, que hizo tal nombramiento redundante.

## Listado de Altos Comisionados
| Alto Comisionado                | Inicio | Final |
| ------------------------------- | ------ | ----- |
| Sir Edgar Rennie Bowring        | 1918   | 1922  |
| Teniente Coronel. Thomas Nangle | 1923   | 1924  |
| Capt. Víctor Gordon             | 1924   | 1928  |
| W. Hutchings (interino)         | 1928   | 1930  |
| Daniel James Davies             | 1930   | 1932  |
| Sir Edgar Rennie Bowring        | 1933   | 1934  |